# Synagoge (Mailand)

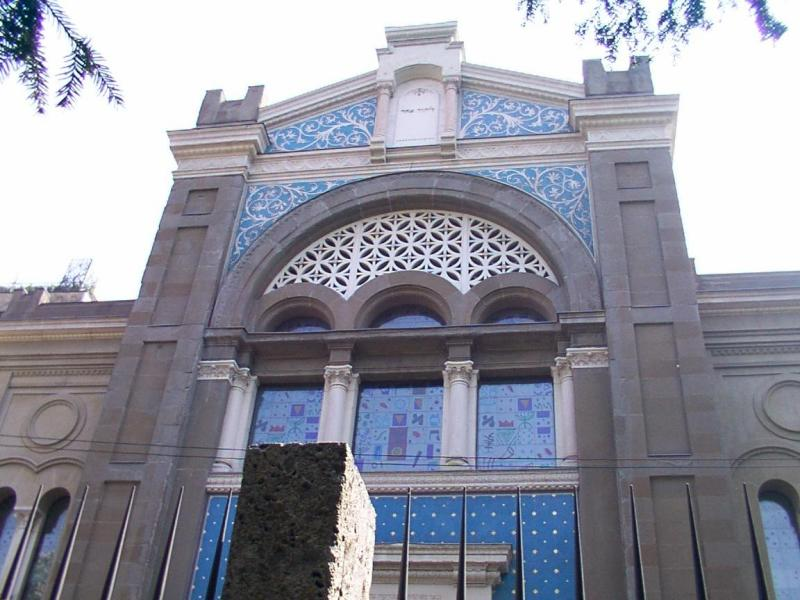
Synagoge in Mailand

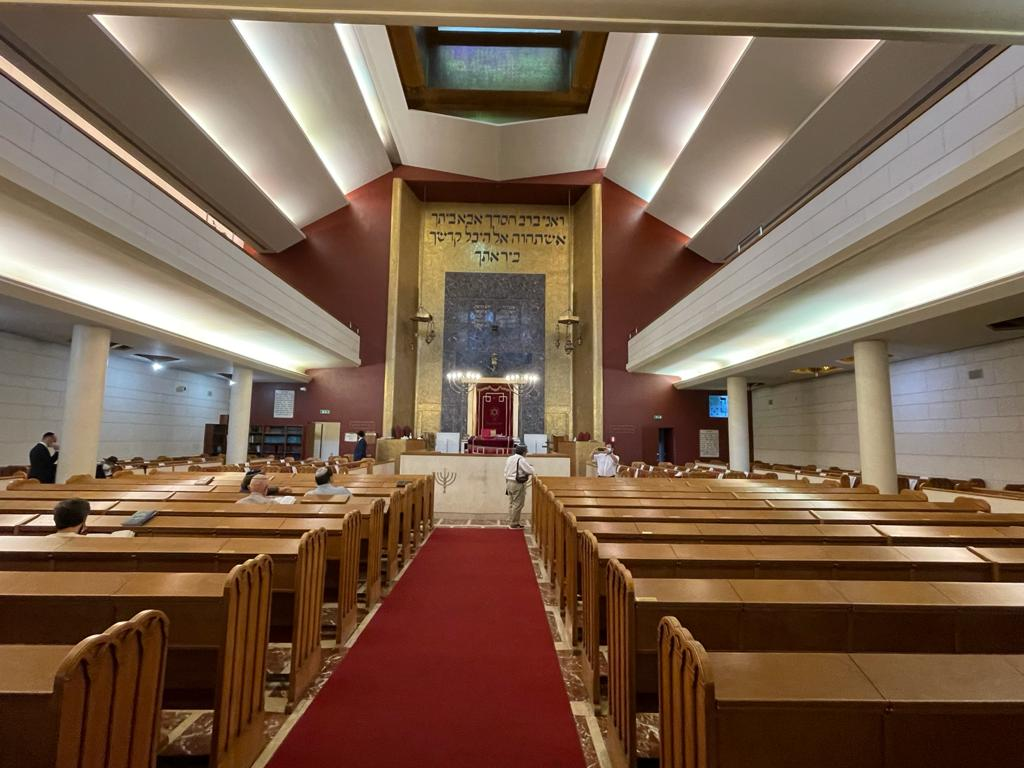
Innenansicht

Die Synagoge in Mailand, der Hauptstadt der italienischen Region Lombardei, wurde 1892 errichtet. Die Synagoge im Stil des Historismus steht in der Via Guastalla 19.

## Geschichte
Die Synagoge wurde nach Plänen des Architekten Luca Beltrami (1854–1933) erbaut. 
Bei Bombardierungen 1943 während des Zweiten Weltkriegs blieb nur noch die Fassade erhalten. Im Jahr 1953 wurde das Gebäude wiedererrichtet. 1997 erfolgte ein Umbau und eine umfassende Renovierung der Synagoge.